# Der Mysteriöse Wald
Der mysteriöse Wald ist ein kooperatives Kinder- und Familienspiel des italienischen Spieleautors Carlo A. Rossi. Das Spiel für zwei bis vier Spieler ab sechs Jahren dauert etwa 10 bis 25 Minuten pro Runde. Es ist im Jahr 2016 bei Iello erschienen, in Deutschland wird es von der Hutter Trade vertrieben. 2017 wurde es gemeinsam mit den Spielen ICECOOL und Captain Silver für den Kritikerpreis Kinderspiel des Jahres sowie gemeinsam mit einigen weiteren Spielen für den Graf Ludo, Spielgrafik des Jahres, nominiert. Zudem wurde es beim österreichischen Spiel der Spiele als eines von drei Spiele-Hits für Kinder 2017 ausgezeichnet.

## Thema und Ausstattung
Bei dem Spiel geht es darum, die Hauptperson Jonas bei seiner Reise durch den mysteriösen Wald und seinem Kampf gegen die Königin der Draconia zu unterstützen. Hierfür spielen die Mitspieler gemeinsam, indem sie Jonas mit allen Werkzeugen ausstatten, die er für seine Reise und seine Abenteuer braucht. Von der Spielweise erinnert es teilweise an das ebenfalls von Rossi entwickelte und 2018 erschienene Spiel Alles an Bord?!.
Der Inhalt der Spieleschachtel besteht neben der Spielanleitung aus:
- 24 Pfadkarten, die den Reiseweg bilden; dabei handelt es sich um eine Startkarte, 13 Wald-Karten, vier Wanderer-Karten und sechs Schlusskampf-Karten,
- eine Rucksack-Tafel,
- 55 Ausrüstungs-Plättchen, davon 11 Loki-Plättchen,
- zwei Wanderer-Plättchen,
- eine Spielfigur (Jonas),
- eine Steckfigur der Königin der Draconia
- und vier Motiv-Würfel.

## Spielweise
Zu Beginn des Spiels werden die Pfadkarten nach Typ sortiert, gemischt und dann in drei Stapeln verdeckt abgelegt. Danach werden von diesen Stapeln Karten gezogen, die den Pfad durch den Wald bilden. Es beginnt mit der Startkarte, danach folgen vier 4 Waldkarten, eine Wanderer-Karte, nochmals zwei Wald-Karten und zum Abschluss eine Schlusskampf-Karte. Die Ausrüstungs-Plättchen und die beiden Wanderer-Plättchen werden sortiert in Stapeln bereitgelegt, die Loki-Plättchen werden verdeckt mit Lokis Kopf auf der Oberseite platziert. Die Würfel und der Rucksack kommen neben den Pfad, danach werden die obersten vier Loki-Plättchen verdeckt auf beliebige Felder der Rucksack-Tafel gelegt. Abschließend wird ein Startspieler bestimmt.
Das Spiel wird in drei Phasen gespielt:
1. In der ersten Phase wird der Wald erkundet und die Spieler müssen sich möglichst viele Ausrüstungsgegenstände merken, die sie später brauchen werden.
2. In der zweiten Phase wird der Rucksack mit den Ausrüstungsgegenständen gefüllt, die benötigt werden.
3. In der letzten Phase findet die Reise durch den mysteriösen Wald statt.

Für die Erkundungsphase deckt der Startspieler die erste Pfadkarte auf und alle Mitspieler müssen sich merken, welche Ausrüstungsgegenstände die Karte zeigt. Danach wird die Karte wieder umgedreht und die Mitspieler decken im Uhrzeigersinn nach und nach die weiteren Karten auf. Auch diese zeigen Gegenstände, die benötigt werden. Wenn die Schusskampf-Karte am Ende erreicht und wieder verdeckt wurde, beginnt die Ausrüstungsphase. In dieser Phase müssen die Mitspieler den Rucksack mit den Gegenständen packen, die benötigt werden. Sie würfeln nacheinander im Uhrzeigersinn mit den vier Würfeln, die anzeigen, welche Gegenstände verfügbar sind. Der Spieler wählt hiervon zwei aus und legt die entsprechenden Ausrüstungs-Plättchen auf die Rucksack-Tafel, dabei darf er sich jederzeit mit den anderen Mitspielern beraten. Sollte ein gewürfelter Gegenstand nicht mehr im Vorrat verfügbar sein, darf der betreffende Würfel nochmal geworfen werden. Ein Loki hat gegenüber allen Gegenständen immer Vorrang und wenn ein Spieler einen oder zwei Lokis würfelt, muss er diese im Rucksack platzieren.
Nachdem der Rucksack gepackt ist, beginnt die Reisephase. Die Spieler decken die erste Pfadkarte auf und platzieren die Spielfigur darauf. Die auf der Karte abgebildeten Gegenstände werden aus dem Rucksack genommen und auf die Waldkarte gelegt, danach wird die nächste Karte aufgedeckt und die Figur weiter vorgerückt. Wenn einer der Gegenstände nicht verfügbar ist, wird Loki gebeten, zu helfen. Dafür wird ein beliebiges Loki-Plättchen umgedreht, das entweder
- drei Gegenstände zeigt, von denen die Spieler einen wählen können, oder
- anzeigt, dass ein beliebiger Gegenstand aus dem Rucksack gegen den benötigten Gegenstand aus der Auslage getauscht werden darf.

Das Loki-Plättchen wird nach seiner Nutzung zur Auslage zurückgelegt und steht den Spielern nicht mehr zur Verfügung. Wenn die Spieler nur noch Loki-Plättchen im Rucksack haben, dürfen sie, wenn die Eigenschaft „Austauschen“ auftaucht, dieses Loki-Plättchen gegen einen Gegenstand nach Wahl aus dem Vorrat tauschen.
Wenn die Wanderer-Karte aufgedeckt wird, treffen Jonas und der Wanderer aufeinander. Dieser bietet Jonas an, seine Kristallwaffe gegen bestimmte Ausrüstungsgegenstände aus dem Rucksack einzutauschen. Mit der Kristallwaffe kann Jonas später zwei Gegenstände nach Wahl erzeugen, die durch die Wanderer-Plättchen auf der Karte signalisiert werden. Diese Plättchen können genutzt werden, um beliebige Gegenstände auf den nächsten Karten des Pfades und der Schlusskampf-Karte zu ersetzen. Der Tausch ist keine Pflicht, sollte er stattfinden müssen die ausgetauschten Gegenstände in den Vorrat zurückgelegt werden. Erreichen die Spieler die Schlusskampf-Karte, dringen sie in die Höhle der Königin der Draconia ein und müssen sich dieser stellen. Wie auf den anderen Pfadkarten wird die Karte aufgedeckt und die auf der Karte gezeigten Gegenstände werden genutzt, um die Königin zu besiegen.
Das Spiel endet entweder, wenn die Spieler alle Gegenstände im Rucksack haben, um den Pfad zu begehen und die Königin der Draconia zu besiegen, oder, wenn diese Gegenstände nicht vorhanden sind. Im ersten Fall haben die Spieler gemeinsam gewonnen, im letzteren haben sie verloren.

### Variierung des Schwierigkeitsgrades
Der Schwierigkeitsgrad des Spiels kann durch die Wahl der Kartenanzahl und -auswahl für den Pfad sowie durch die Anzahl der verfügbaren Loki-Plättchen variiert werden. Zusätzlich kann für den Schlusskampf eine zusätzliche Regel ergänzt werden: Vor dem Aufdecken der Schlusskampf-Karte wird für jede Ausrüstung, von der die Spieler glauben, dass sie auf der Karte abgebildet ist, ein Ausrüstungs-Plättchen über die Karte gelegt und danach wird die Karte aufgedeckt. Wenn die Ausrüstungen genau denen entsprechen, die auf der Karte gefordert werden, haben sie das Spiel gewonnen.

## Ausgaben und Rezeption
Das Spiel Der mysteriöse Wald wurde von Carlo A. Rossi entwickelt und 2016 bei dem Spieleverlag Iello in einer französischen (La Forêt mystérieuse), einer deutschen und einer englischen Version (The Mysterious Forest) veröffentlicht. Die grafische Gestaltung des Spiels und auch die Spielfigur stammen von Daniel Lieske, der als Erschaffer der Wormworld-Saga als Graphic Novel die Figur des Jonas und dessen Welt erschuf, in die dieses Spiel gebettet wird. Die Umsetzung dieser Idee wurde auch von der Jury des Kinderspiel des Jahres gewürdigt:

„Von Beginn an bis zum Kampf gegen den Endboss fasziniert diese Comic-Adaption – durch ihre atmosphärische Dichte, die fantastische Geschichte und die stimmungsvolle Grafik. Egal auf welcher Schwierigkeitsstufe: Nur mit Glück und Verstand kommt man ans Ziel; die Spannung bleibt hoch. Die Gestaltung ist absolut zeitgemäß, das Spielprinzip zeitlos – Gedächtnisleistung wird zu einem gemeinschaftlichen Erlebnis.“

2017 wurde Der mysteriöse Wald gemeinsam mit den Spielen ICECOOL und Captain Silver für den Kritikerpreis Kinderspiel des Jahres nominiert. Zudem wurde das Spiel im gleichen Jahr auf die Nominierungsliste zum Graf Ludo, einem Preis für die beste Spielgrafik des Jahres, aufgenommen. Zudem wurde es beim österreichischen Spiel der Spiele als eines von drei Spiele-Hits für Kinder 2017 ausgezeichnet.

## Belege
1. 1 2 3 4 5 6 7  Spieleanleitung Der mysteriöse Wald (Seite nicht mehr abrufbar, festgestellt im März 2019. Suche in Webarchiven)  Info: Der Link wurde automatisch als defekt markiert. Bitte prüfe den Link gemäß Anleitung und entferne dann diesen Hinweis.
2. ↑  Versionen von Der mysteriöse Wald in der Spieledatenbank BoardGameGeek (englisch); abgerufen am 18. Juni 2017.
3. ↑  Am Anfang war eine Skizze. (Memento des Originals vom 26. Juni 2017 im Internet Archive)  Info: Der Archivlink wurde automatisch eingesetzt und noch nicht geprüft. Bitte prüfe Original- und Archivlink gemäß Anleitung und entferne dann diesen Hinweis. Pressemitteilung der Hutter Trage GmbH & Co. KG; abgerufen am 18. Juni 2017.
4. 1 2 3  Der mysteriöse Wald auf den Seiten des Spiel des Jahres e.V.; abgerufen am 18. Juni 2017.
5. ↑  Graf Ludo 2017 - Die Auswahlliste (Memento des Originals vom 1. Oktober 2017 im Internet Archive)  Info: Der Archivlink wurde automatisch eingesetzt und noch nicht geprüft. Bitte prüfe Original- und Archivlink gemäß Anleitung und entferne dann diesen Hinweis.; abgerufen am 26. Juni 2017.
6. ↑  Die ausgezeichneten Spiele 2017 beim Österreichischen Spielepreis, 25. Juni 2017; abgerufen am 29. Juni 2017.